# Mads Gilbert
 (janvier 2009).
Si vous disposez d'ouvrages ou d'articles de référence ou si vous connaissez des sites web de qualité traitant du thème abordé ici, merci de compléter l'article en donnant les références utiles à sa vérifiabilité et en les liant à la section « Notes et références ».
Mads Fredrik Gilbert, né le 2 juin 1947 à Porsgrunn, est un médecin et homme politique norvégien du parti socialiste « rouge ». Il est spécialiste en anesthésiologie et chef du département de médecine d'urgence du centre hospitalier universitaire North Norway ; il est aussi professeur de médecine d'urgence à l'Université de Tromsø depuis 1995.
Gilbert a eu des expériences internationales variées, en particulier dans des endroits du monde connaissant le cumul de crises politiques et médicales. Il a travaillé activement à des œuvres de solidarité à l'égard des palestiniens depuis les années 1970. Il a servi comme médecin durant plusieurs périodes en Palestine et au Liban. Ses efforts ont valu à sa ville de Tromsø, jumelée avec Gaza, de décrocher le record de la ville ayant envoyé le plus de bénévoles médicaux en Palestine.[réf. nécessaire]
En Novembre 2014, il a été annoncé qu'Israel avait interdit Gilbert définitivement d'accéder a Gaza. La décision fut outrageuse et le gouvernement Norvégien a demandé l'annulation de cette dernière.

## Carrière en médecine
Depuis 1976, il a travaillé principalement dans le département d'anesthésiologie à l'hopital de Tromsø, l'établissement hospitalo-universitaire du nord de la Norvège. Il  a aussi travaillé à l'hopital Gravdal de Lofoten.